# الدوري الكولومبي لكرة القدم 1966
الدوري الكولومبي لكرة القدم 1966 (بالإسبانية: Campeonato colombiano 1966)‏ هو الموسم 19 من الدوري الكولومبي لكرة القدم. أشرف على تنظيمه División Mayor del Fútbol Profesional Colombiano ‏، وكان عدد الأندية المشاركة فيه 14، وفاز فيه إنديبنديينتي سانتا في.